# Jakubany
Jakubany é um município da Eslováquia, situado no distrito de Stará Ľubovňa, na região de Prešov. Tem 12,64 km² de área e sua população em 2018 foi estimada em 1.010 habitantes.

## Demografia
| Ano:        | 1994 | 2004    | 2014    | 2024   |
| ----------- | ---- | ------- | ------- | ------ |
| Broj ljudi: | 2218 | 2488    | 2740    | 2924   |
| Razlika:    |      | +12,17% | +10,12% | +6,71% |

| Ano:               | 2023 | 2024   |
| ------------------ | ---- | ------ |
| Número de pessoas: | 2915 | 2924   |
| Diferença:         |      | +0,30% |